# Trinatriumfosfat
Trinatriumfosfat är ett i vatten lättlösligt salt med basisk reaktion:
Na3PO4 → 3 Na+ + PO43-
PO43- + H2O → HPO42- + OH-
Alkalitet pKb = 2,23

## Användning
- För surhetsreglering och som klumpförebyggande medel i livsmedel, och får då E‑nummer  339. ADI = 70 mg/kg kroppsvikt.
- Avfettning
- Fläckborttagning
- Matterande tvättning före målning
- Fluss vid hårdlödning av koppardelar i medicinsk apparatur. Oxidresterna är lätt avlägsnade med vatten
- Sänker smälttemperaturen vid glasering av keramikgods
- Terapeutisk användning. Trinatriumfosfat med radioaktivt fosfor (Isotopen 32P] kan användas för kroppsstyrd strålningsbehandling av specifika åkommor. Det radioaktiva preparatet kan enkelt administreras som dryck. Sedan distribuerar kroppen själv ämnet till ställen där fosfor ingår, t.ex. benstommen, som då bestrålas.

## Klassificeringar
- EG-nummer 231-509-8
- ATC-koder
  - A06XD17
  - A06AG01
  - B05XA09
  - V10XX01 (Radioaktiva isotopen 32P)
- RTECS TC9575000